# Bratz (animatieserie)
Bratz is een Amerikaanse animatieserie over vier vriendinnen die zich interesseren voor mode, muziek, dans en hun eigen tijdschrift. De serie wordt sinds 2006 op Nickelodeon uitgezonden.

## Personages
- Cloe (ingesproken door Marlies Somers): het modepopje van de vier. Je kan haar blij maken met winkelen in de uitverkoop.
- Yasmin (ingesproken door Niki Romijn): besteedt veel aandacht aan het tijdschrift en bedenkt slimme plannetjes om het plan van Burdine&De Tweevils te dwarsbomen.
- Sasha (ingesproken door Katja Schuurman): houdt erg veel van muziek (vooral van hiphop). Ze bedenkt veel slimme plannen en ze kan goed dansen.
- Jade (ingesproken door Lottie Hellingman): haar kat Mika betekent alles voor haar. Vroeger werkte ze voor Burdine.
- Burdine Maxwell (ingesproken door Marloes van den Heuvel): de vrouw die de Bratz probeert te saboteren omdat ze jaloers is omdat haar tijdschrift "Your Thing" heel slecht is. Ze draagt altijd roze kleding.
- Kirstee (ingesproken door Lizemijn Libgott): een van de "tweevils". Kirstee is de tweelingzus van Kaycee. De zussen zijn de secretaresses van Burdine. De tweeling is net als hun baas altijd gekleed in het roze.
- Kaycee: een van de "tweevils". Kaycee is de tweelingzus van Kirstee. De zussen zijn de secretaresses van Burdine. Kaycee draagt een pleister op haar neus, want ze heeft net drie neuscorrecties achter de rug.
- Katja (Celine Purcell): een geest uit een fles. Ze komt voor in de film van Bratz met de naam Bratz Genie Magic (Bratz de geest in de fles).
- Zell (Anita Witzier): een vrouw die werkt voor ESA, samen met Con. Ze zijn slechteriken in de film Bratz Genie Magic (Bratz de geest in de fles).